# سيسيليا ساركوزي

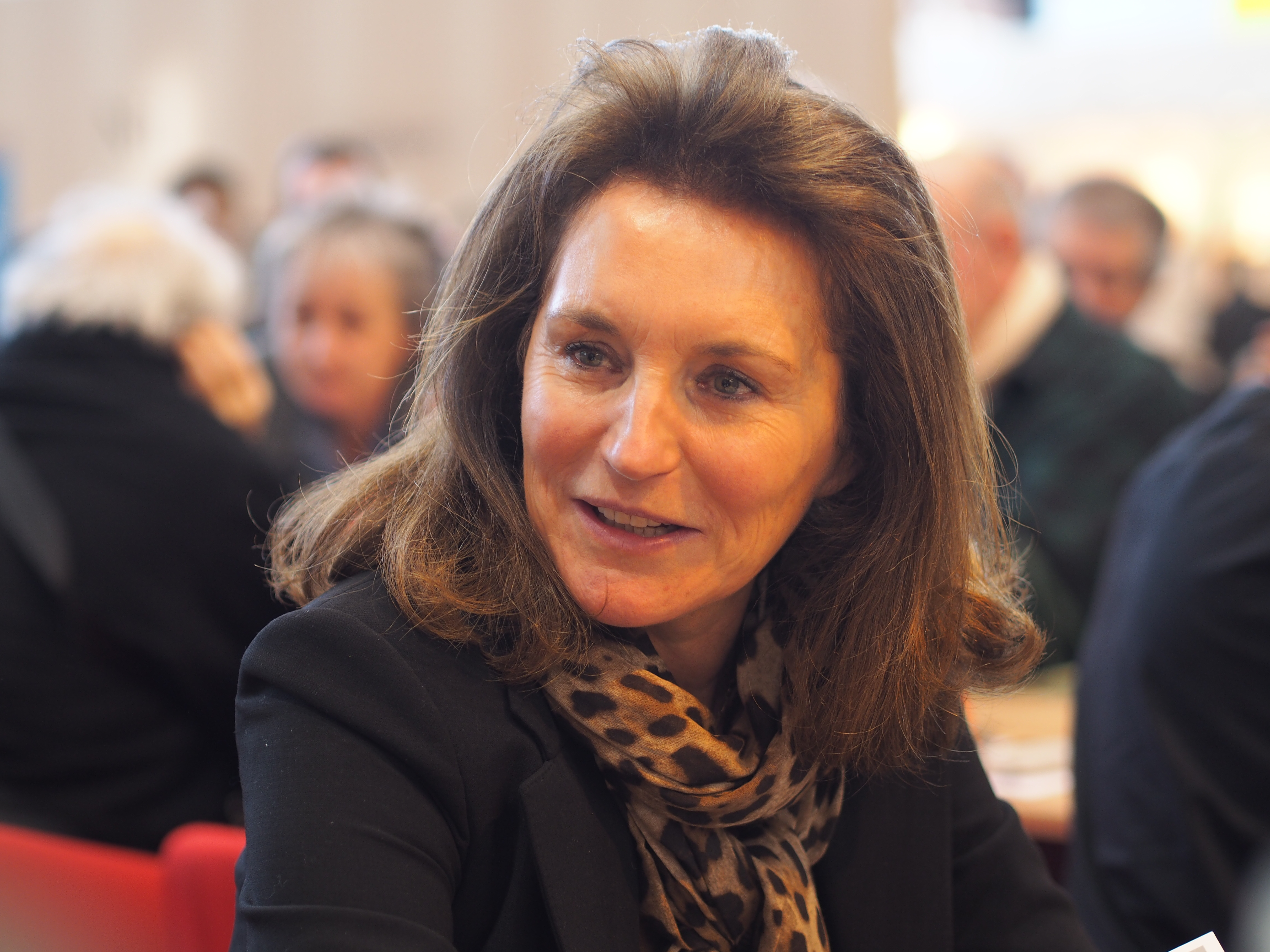
Cécilia Attia

سيسيليا ساركوزي بالفرنسية: Cécilia Sarkozy (اسم الولادة:  Cecilia María Sara Isabel Ciganer-Albéniz) ولدت في 12 نوفمبر 1957 في منطقة أو-فان-سان بفرنسا وهي الزوجة السابقة للرئيس الفرنسي نيكولا ساركوزي، تم الطلاق بينهما بالتفاهم المتبادل يوم الخميس 18 أكتوبر 2007.
تنحدر سيسيليا من أصول رومانية، تطلقت من زوجها ساركوزي (رئيس الجمهورية الفرنسية) بتفاهم مُتبادل يوم الخميس 18 أكتوبر 2007 حسب الناطق باسم قصر الإليزيه.